# Болгарія на зимових Олімпійських іграх 2014
Болгарія на зимових Олімпійських іграх 2014 року у Сочі була представлена 18 спортсменами у 6 видах спорту.

## Біатлон
Спринт
| Змагання | Спортсмени         | Час     | Промахи | Місце |
| -------- | ------------------ | ------- | ------- | ----- |
| Чоловіки | Красімір Анев      | 26:28.0 | 3+0     | 49    |
| Чоловіки | Владімір Ілієв     | 26:55.9 | 2+2     | 60    |
| Чоловіки | Михаїл Клетчеров   | 27:13.6 | 1+1     | 70    |
| Чоловіки | Іван Златев        | 27:48.5 | 1+1     | 76    |
| Жінки    | Десіслава Стоянова | 23:48.1 | 1+1     | 61    |

Переслідування
| Змагання | Спортсмени     | Час     | Промахи | Місце |
| -------- | -------------- | ------- | ------- | ----- |
| Чоловіки | Красімір Анев  | 38:47.6 | 0+1+3+1 | 48    |
| Чоловіки | Владімір Ілієв | 39:44.6 | 3+1+2+1 | 55    |